# 3CL
3CL(3자어)는 3ji Code Language의 약칭으로, 세계공통어를 목표로 하는 영문+숫자 3자로 코드화된 언어를 기본으로 하는 인공어이다. 개발자는 피닉스 데 빈치이다.

## 3CL = 3자어(넓은 의미)
3자어의 언어체계(문자・단어에 문법을 포함)

### 3CL의 특징
1. 문장어
2. 인공어
3. 간이실용언어
4. 영문+숫자의 3글자로 코드화된 언어
5. 영어를 바탕으로 함
6. 이미지언어
7. 기성・기존의 3글자 영어및 3자약어를 맞춰 넣음
8. 간단한 문법
9. 세계에서 통용가능한 세계언어
10. 진화하는 언어

### 3CL의 사용기호
1. 알파벳 (대문자・소문자 각26문자)
2. 숫자10문자
3. 부호 (PC. 표준키보드 위에 있는 특수기호) 30개

### 3CL의 기본구조
1. 단어
2. 품사　명사・형용사는 대문자로 표현. 동사 부사 그외의 품사는 소문자로 표현
3. 관계부호에 의한 "구"와 "절"형성
4. 어순에 의한 "문"의 형성
5. 띄어쓰기를 통한 "문" "단어" 의 구별

## 3CL = 3자어 (좁은 의미)
3C. (3ji code) = 3자코드
영문+숫자 3자로 구성되어 표현되는 코드이자 단어이자 말
3글자 코드(3C.)는 다음 종류가 있다.
- 생성별

원형코드・기성코드・창작코드
- 용도별

일반코드・전용코드・사적코드
- 인지별

공인코드・등록코드・비등록코드